# 20th Regiment of Light Dragoons (1792–1818)
Das 20th Regiment of (Light) Dragoons war ein Kavallerieregiment der britischen Armee, das von 1792 bis 1818 bestand.

## Geschichte
Während der Koalitionskriege wurde das Regiment am 9. September 1792 in England zum Dienst auf Jamaika aufgestellt und hieß zunächst 20th (or Jamaica) Regiment of (Light) Dragoons. Das Regiment trug dunkelblaue Uniformen mit gelben Knopflöchern und orangen Aufschlägen. Es traf um 1794 auf Jamaika ein und wurde dort 1795 zur Unterwerfung der Maroons im Zweiten Maroon-Krieg eingesetzt.
1802 kehrte das Regiment nach England zurück, wo der Regimentsname zu 20th Regiment of (Light) Dragoons gekürzt. 1805 wurde es im Dritten Koalitionskrieg in Italien eingesetzt und nahm 1806 an der Eroberung der Kapkolonie in Südafrika teil. Zwischen 1808 und 1813 kämpfte es im Peninsular War. Zwischen 1814 und 1815 war es erneut in Italien, Südfrankreich und zuletzt auf Malta eingesetzt.
Im September 1815 kehrte das Regiment nach England zurück, war ab 1817 in Irland stationiert und wurde dort im Dezember 1818 aufgelöst.

## Regimental Colonels
Zunächst stand dem Regiment ein Lieutenant-Colonel Commandant vor, 1795 wurde erstmals ein Colonel of the Regiment ernannt. 
Lieutenant-Colonel Commandant
- 1791–1792: Colonel Henry Farrington Gardner
- 1792–1795: Colonel George Sandford

Colonel of the Regiment
- 1795–1797: General Charles Grey, 1. Earl Grey
- 1797–1810: General Francis Eliott, 2. Baron Heathfield
- 1810–1813: General Lord William Cavendish-Bentinck
- 1810–1816: Field Marshal Stapleton Cotton, 1. Viscount Combermere

## Battle Honours
1890 übernahm das 1858 aufgestellte 20th Regiment of Hussars offiziell die Tradition des 20th Regiment of Light Dragoons und wurde in Bezug auf deren Verdienste mit folgenden Battle Honours ausgezeichnet:
- Vimiera
- Peninsular War